# Latarnia morska Letipea
Latarnia morska Letipea (est. Letipea tuletorn) – latarnia morska usytuowana na wybrzeżu Morza Bałtyckiego na przylądku Letipea około 10 km na północny wschód od miejscowości Kunda. Na liście świateł nawigacyjnych Estonii - rejestrze Urzędu Transportu Morskiego (Veeteede Amet) w Tallinnie - ma numer 40.
W 1930 roku na przylądku Letipea została utworzona stacja ratownictwa morskiego. Sześć lat później na przylądku zbudowana betonową latarnię morską o wysokości 16 metrów i średnicy 2 m. 
W 1995 roku w latarni zainstalowano zasilanie z baterii słonecznych oraz energii wiatru. W 2007 roku zainstalowano lampy LED.